# Erich Mertens
Erich Mertens (* 9. August 1881 in Glogau; † 1964) war ein deutscher Kommunalpolitiker der NSDAP. Er war von 1930 bis 1945 Oberbürgermeister der Stadt Halberstadt in der preußischen Provinz Sachsen.

## Leben
Am 3. Oktober 1930 wurde Mertens für zwölf Jahre als Oberbürgermeister von Halberstadt vereidigt. Zum 1. Mai 1933 trat er der NSDAP bei (Mitgliedsnummer 2.051.001). Er blieb bis 1945 im Amt. Nach dem Einmarsch der Amerikaner wurde er kurzzeitig abgesetzt, dann aber erneut bis zum Einmarsch der sowjetischen Besatzungstruppen eingestellt.
Mertens war Mitglied des Verwaltungsrates der Mitteldeutschen Landesbank – Girozentrale für Provinz Sachsen, Thüringen und Anhalt in Magdeburg sowie der Halberstadt-Blankenburger Eisenbahn-Gesellschaft in Blankenburg (Harz). Daneben war er u. a. Vorsitzender des Schulausschusses für Volksschulen.
Während seiner Amtszeit wurden u. a. Andersdenkende und jüdische Bewohner Halberstadts verfolgt und die Synagoge abgerissen. Die SS richtete während des Zweiten Weltkrieges im Stadtgebiet mehrere Außenstellen von Konzentrationslagern ein.

## Schriften (Auswahl)
- Vorwort. In: Karl Becker: Chronik der Stadt Halberstadt im Harz. NSDAP-Ortsgruppe Halberstadt, 1941.
- Morphologische Vorgänge im Kreidegebiet der Halberstädter Mulde (Veröffentlichungen des Städtischen Museums zur Geschichte von Natur und Gesellschaft der Stadt Halberstadt, Band 1). Städtisches Museum zur Geschichte von Natur und Gesellschaft der Stadt Halberstadt, Halberstadt 1955.